# Pinus Densiflora
Pinul (denumire științifică: Pinus Densiflora) este o plantă de conifere din familia Pineaceae. Este originar din Coreea și Japonia. În plus, pinul este un copac reprezentativ al Coreei și este un copac de conifere veșnic verde, care este cultivat în mod obișnuit în munți și câmpuri din toată țara și crește bine oriunde.